# Ogura Yuna
Ogura Yuna (小倉 由菜 (Tiểu-Thương Do-Thái) 11 tháng 5 năm 1998 (năm Bình Thành thứ 10)  –) là một nữ diễn viên khiêu dâm và YouTuber người Nhật Bản. Cô sinh ra tại Yokohama, Kanagawa. Cô thuộc về công ti Mine's. Nickname của cô là Ogu-yuna (おぐゆな). Khẩu hiệu của cô là "Bạn gái của mọi người".

## Sự nghiệp
7/12/2017, cô ra mắt ngành phim khiêu dâm trong dự án ra mắt nữ diễn viên hàng tháng SOD star3 từ nhãn phim "SOD star" của SOD Create và là người thứ 3 với phim "Ogura Yuna AV Debut". Từ đó, cô trở thành nữ diễn viên độc quyền của SODstar.
Lí do cô ra mắt ngành bắt đầu từ suy nghĩ của cô rằng có những điều ta chỉ có thể làm khi còn trẻ. Ngoài ra, cô cũng bắt đầu quan tâm đến ngành khi biết rằng công việc chính của Sakura Mana là nữ diễn viên khiêu dâm.
Thông tin cô ra mắt ngành được đăng vào ngày 30/10/2017, cùng ngày cô mở tài khoản Twitter. Hôm sau vào ngày 31/10, thông tin này được công bố tại Sự kiện dọn dẹp Halloween của Soft On Demand.
Tháng 3/2018, cô đã nhận giải Nữ diễn viên mới xuất sắc nhất và giải Nữ diễn viên Lammtara tại SOD AWARD 2018.
Từ 26/6/2018, cô cùng nữ diễn viên độc quyền của SODstar Honjō Suzu sẽ tạo thành bộ đôi để tổ chức các buổi phát trực tiếp trên TwitCasting, và các buổi phát trực tiếp này được thông báo trên tài khoản Twitter chính thức của SOD Create gần như hàng tuần. Các buổi phát sóng hàng tuần trên TwitCasting đã trở thành một chương trình phát sóng dài hạn trong 3 năm, và kết thúc vào ngày 24/6/2021.
Trong vòng 3 năm, cô cùng các nữ diễn viên Honjō Suzu và Yoshioka Asumi là đại sứ thương hiệu của SOD Create, và họ thực hiện các buổi phát trực tiếp trên TwitCasting, được đăng bài trên các tạp chí hàng tháng, và được đến các quán bar nhân viên nữ của SOD Create. Cô cùng Honjō Suzu và Yoshioka Asumi tạo thành bộ ba với tên "Tôi thích! Getters" (いいね！ゲッターズ). Cái tên này được đặt bởi Garubo Namboku, nhân viên mới của Soft On Demand tại thời điểm đó.
Từ 7/8/2021, cô cùng "nhân cách thứ hai của mình" Honjō Suzu bắt đầu dự án podcast "#Phụ nữ thoải mái" (＃気持ちいい女たち). Các tập sẽ được phát hành mỗi tối thứ bảy (tính đến tháng 2/2023).
Tháng 3/2019, cô đã nhận giải Nữ diễn viên độc quyền nổi bật tại SOD AWARD 2019.
Vào năm 2019, 2 năm sau khi ra mắt ngành, cô mở một kênh YouTube cá nhận, đóng phim điện ảnh lần đầu tiên, và đã xuất hiện trong loạt phim truyền hình trực tuyến Đạo diễn trần trụi. Cô còn được chọn làm người mẫu hình ảnh cho Men'sMax và được xuất hiện trên trang bìa của một tạp chí Đài Loan.
Tháng 3/2019, cô mở kênh YouTube "OGURA YUNA TV" dành cho đối tượng người xem chủ yếu là từ Hàn Quốc, và kênh đã trở nên nổi tiếng với số người đăng kí cao nhất trong số kênh của các nữ diễn viên khiêu dâm. Số người đăng kí của kênh là 472 nghìn, và tổng số lượt xem là hơn 76,2 triệu (cập nhật đến 6/6/2022).
1/4/2019, người cùng công ti chủ quản của cô là Ayami Shunka được chọn làm người mẫu hình ảnh cho Men'sMax, vị trí mà cô đã nắm từ năm 2015 (đến tháng 2/2023, cô vẫn là người mẫu hình ảnh).
Phim thực tế ảo thứ 6 của cô "Sự phiền muộn núi tuyết VR" (雪山遭難VR) đã xếp thứ nhất trong bảng "Phim thực tế ảo gợi cảm tuyệt vời nửa đầu năm 2019", sau đó 3 năm phim đã xếp thứ 2 cho giải Hình ảnh tốt nhất trong bảng VR AV BEST 5!  2016-2021 All Time Best.
17/10/2019, cô được đề cử trong hạng mục hôn & liếm dương vật trong Giải thưởng đặc biệt GeoTV "Cuộc thi Nữ diễn viên khiêu dâm gợi cảm Nukeru No.1" kỉ niệm 10 năm thành lập Men's Cyzo. Đây là lần đầu cô được đề cử cho giải thưởng trong một cuộc thi. Vào tháng 12 cùng năm, cô đã nhận giải Grand Prix trong hạng mục hôn & liếm dương vật (sự kiện trao giải được tổ chức vào ngày 10/1 năm sau). 4/12/2019, cô được đề cử bởi Enter!959 cho giải Nữ diễn viên xuất sắc tại Giải thưởng truyền hình phim khiêu dâm Sky PerfecTV!.
Tháng 3/2019, cô ra mắt ngành phim hồng với phim "Tình yêu ẩm ướt, hơi ấm dâm dục" (濡れた愛情 ふしだらに暖めて). Đây là lần đầu cô diễn vai chính với tên Matsuzaki Itsuka. Vai diễn này được đánh giá cao, và cô đã nhận giải Momokuma cho Nữ diễn viên xuất sắc nhất tại Sự kiện "10 phim hồng tốt nhất" vào tháng 4/2020.
Ngày 28/11 cùng năm, cô đã nhận Giải thưởng phim khiêu dâm theo yêu cầu tại sự kiện trao giải của Giải thưởng truyền hình phim khiêu dâm Sky PerfecTV! 2020, trước đó sự kiện đã bị hoãn do sự lây lan của chủng virus corona mới.
17/12/2020, cô đã nhận giải Nữ diễn viên Sexy LIP của "Bảng câu hỏi gợi cảm ~DoUp 25~ Tôi là ai? GeoTV x Men's Cyzo" thông qua bầu cử trực tuyến.
4 năm sau khi cô ra mắt ngành vào năm 2021, độ phủ sóng của cô không chỉ nằm ở các phương tiện truyền thông khiêu dâm mà còn trong truyền thông đại chúng khi cô đã xuất hiện trên bìa tạp chí "Gekkan Soft On Demand", "MEN'S DVD SEXY2" và các tạp chí nữ diễn viên gợi cảm khác trong hai tháng liên tiếp, cùng Kano Yura ra mắt phim "Ân sủng tình yêu" mà họ đã đóng chung, được phỏng vấn qua mạng bởi tờ Asahi Shimbun, và xuất hiện trong chương trình "Bạn học, sau là nữ diễn viên gợi cảm" của TV Tokyo.
Cô đã xếp thứ 1 trong hạng mục phim phát hành nửa đầu năm 2021 của "Phim thực tế ảo gợi cảm này thật tuyệt" với phim "【VR】Góc quay mới! Phim thực tế ảo hướng xuống dưới Ogura Yuna "Shukishuki~'' Một người bạn gái siêu đáng yêu với tình yêu đôi lứa và kìm nén sự chảy tràn tich dịch lớn" (【VR】新アングル！地面特化VR 小倉由菜「しゅきしゅき～」相思相愛な激カワ彼女とだいしゅきホールド中出し). Đây cũng là lần thứ hai phim của cô đã xếp thứ nhất trong hạng mục phim phát hành kể từ nửa đầu năm 2019.
Yuna cũng đã xếp thứ nhất trong hạng mục phim thực tế ảo của bảng xếp hạng nửa đầu năm 2021 của FANZA, được sắp xếp theo số liệu trên số tổng hợp ngày 17 và 24/8/2021 của tạp chí "FLASH" về doanh số bán ra của các phim cá nhân. Cô đã đạt được các thứ hạng hàng đầu trên cả số liệu về doanh số và số lượng phim khiêu dâm thực tế ảo bán ra. Cô đã xếp thứ 26 trong "Bảng xếp hạng FLASH 2021 diễn viên nữ gợi cảm chọn bởi 300 độc giả" được đăng trên cùng tạp chí.
Tháng 12 cùng năm, cô đã xếp thứ 7 trong bảng xếp hạng nữ diễn viên gợi cảm 2021 trên tạp chí FLASH của Kobunsha.

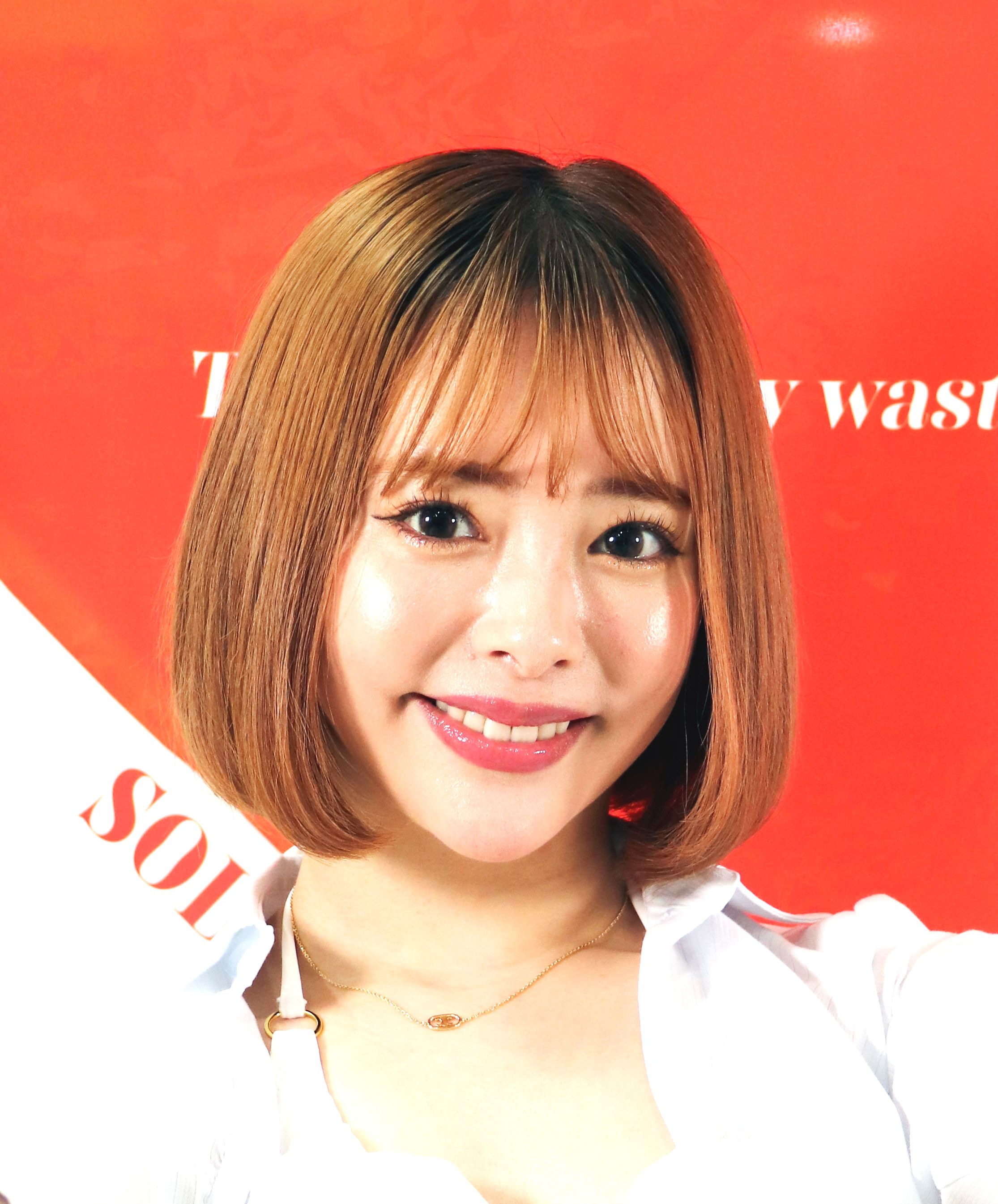
Yuna tại bar nhân viên nữ ở Akihabara (tháng 3/2022)

Tháng 5/2022, để kỉ niệm 4 năm ra mắt ngành, thông qua nền tảng gọi vốn cộng đồng "Hitotsunagi" cô sẽ phát hành sách ảnh không hở hang "4ever". Triển lãm ảnh cá nhân của cô cũng được tổ chức tại Shibuya từ ngày 19 đến 21/8/2022.
Trên bảng xếp hạng sàn bán hàng qua bưu điện của FANZA trong tuần ngày 26/12/2022, phim tổng hợp "Kỉ niệm 15 năm SODstar! Chúng tôi đã tổng hợp cảnh quan hệ ra mắt ngành của 18 nữ diễn viên ngôi sao nổi tiếng được lựa chọn cẩn thận!" (SODstar15周年記念！厳選した人気スター女優18名 デビューSEX集めました!), trong đó bao gồm phim ra mắt ngành của cô, đã xếp thứ nhất.
Phim của cô "【Trở về từ lễ hội×Xe buýt đêm】Một gyaru quỷ dị đã làm quen tôi tại một buổi hòa nhạc trực tiếp luôn thì thầm với tôi tại khoảng cách gần khi đi từ Shizuoka→Shinjuku Ogura Yuna" (【フェス帰り夜行バスライブで意気投合した小悪魔ギャルにゼロ距離密着ささやきされ続けた静岡→新宿間 小倉由菜) đã xếp thứ 2 theo số phiếu bầu của bảng "Phim thực tế ảo gợi cảm này thật /tuyệt" nửa đầu năm 2022.
Tháng 5/2023, cô xếp thứ 33 trong bảng "bầu cử nữ diễn viên phim khiêu dâm SEXY đang hoạt động 2023" của Asahi Geinō. Mặc dù cô đã nhận được phiếu bầu từ mọi lứa tuổi tại vùng Kantō, độ nổi tiếng của cô tại vùng Kansai khá nhỏ.
Cô cùng Tadai Mahiro đã được chọn làm người mẫu được đăng ảnh trên bìa tạp chí "Shūkan Gendai Phụ lục ảnh áo tắm WGLuxury Vol.1" số ngày 25/4/2023 của Kōdansha.

### Hoạt động trong ngành giải trí Hàn Quốc

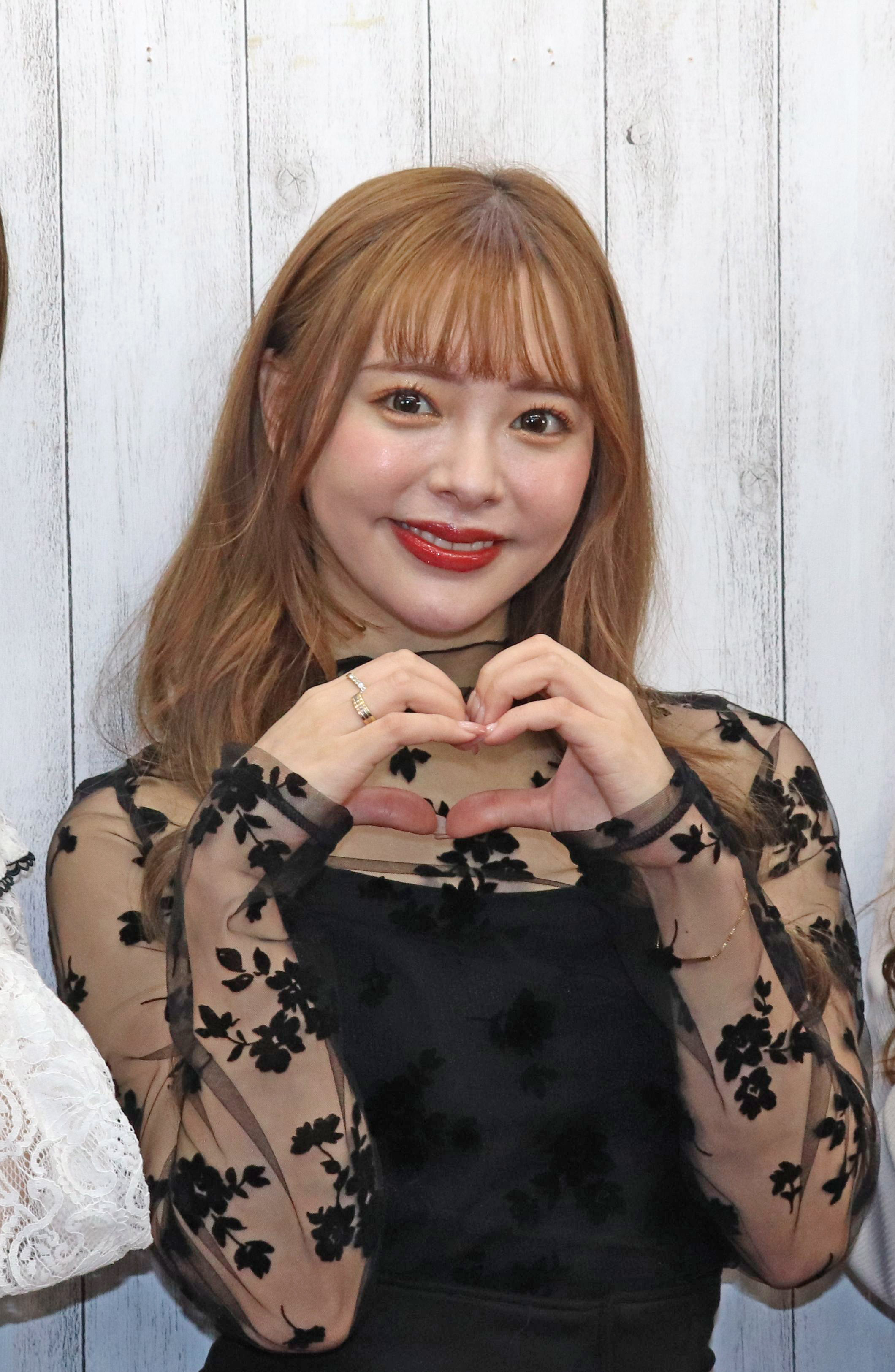
Yuna tại "Akiba ni Ai ni Koi! Akihabara Jack Event" (11/12/2022)

Như được nhắc đến bên dưới, cô có thể nói tiếng Hàn với kinh nghiệm từng đi dụ học, và đến năm 2021, 76％ lượt đăng kí kênh YouTube của cô đến từ Hàn Quốc. Ở Nhật, cô bị hạn chế xuất hiện các phương tiện truyền thông như TV Tokyo, ABEMA vì các vấn đề về sự phù hợp, tuy nhiên ở Hàn Quốc, phim khiêu dâm bị cấm, nên đối với cô không có sự phân biệt nghề nghiệp, và ai được coi là người nổi tiếng nói chung đều có thể xuất hiện trên các phương tiện truyền thông, nên cô dễ xuất hiện trên tuyền thông tại Hàn Quốc hơn.
Trong một cuộc phỏng vấn, cô nói rằng cô đang hướng tới trở thành một "hình tượng nữ diễn viên khiêu dâm Hàn Quốc" vì cô nói rằng "Khi bạn nghĩ đến Trung Quốc, bạn nghĩ đến Aoi Sora, và khi nghĩ đến Đài Loan, bạn nghĩ đến Hatano Yui, còn ở Hàn Quốc chưa có một nữ diễn viên khiêu dâm Nhật Bản nào nổi bật cả".
Năm 2023, cô đã xuất hiện trên kênh phát sóng của nghệ sĩ, ca sĩ Tak Chae-hoon, và đã nhận được số lượt xem tổng cộng là 6 triệu. Cô cũng là đại sứ thương hiệu cho loạt trò chơi Ryū ga Gotoku tại Hàn Quốc.
Vào ngày 19/10 cùng năm, các hoạt động giải trí của cô tại Hàn Quốc đã được công nhận, khi cô được trao giải "Giao lưu văn hóa thiện chí" khi tham gia sự kiện trao giải của Giải thưởng Điện ảnh Vàng (Golden Cinematography Awrads) lần thứ 43 tổ chức tại Hotel Eliena ở Gangnam, Seoul.

## Đời tư
Cô là con lớn nhất trong số 3 anh chị em, và đã xuất hiện với hình tượng là học sinh trường đào tạo chuyên môn trong phim ra mắt ngành. Công việc bán thời gian đầu tiên của cô là tại một nhà hàng Hàn Quốc. Trước khi vào ngành, cô đã đi du học tại Hàn Quốc, và cô có thể giao tiếp hàng ngày bằng tiếng Anh và tiếng tiếng Hàn Quốc.
Sở thích của cô là ăn các món Hàn Quốc, lái xe, xem phim, đi du lịch và chụp ảnh. Các nữ diễn viên khiêu dâm yêu thích của cô là Sakura Mana và Shiraishi Marina. Phần cơ thể mà cô cảm thấy hài lòng nhất là da.
Lần đầu cô hẹn hò là khi học cấp hai. Lần đầu cô quan hệ tình dục là vào năm ba cấp ba, với bạn trai mà cô đã hẹn hò trong khoảng 6 tháng.
Hành động cô yêu thích là liếm dương vật. Vùng kích thích tình dục của cô là gáy và lưng. Cô đã như tìm ra một thế giới mới khi biết đến Sakura Mana, và đã xuất hiện nhiều lần trên truyền thông như được nhắc đến bên dưới, với ý muốn rằng phụ nữ cũng sẽ biết đến cô như khi cô biết đến Mana. Khi cô chọn trở thành nữ diễn viên khiêu dâm, cô đã tham khảo ý kiến bố mẹ, người đã phản đối nó, tuy nhiên cô đã nói lại rằng "Đó là ý muốn của con". Cô nói rằng đó là lần đầu cô tự làm điều gì đó một cách nghiêm túc.
Cô cũng có những người bạn tốt làm nữ diễn viên, trong đó bao gồm Tadai Mahiro, người cũng là nữ diễn viên độc quyền của SODstar và cùng công ti chủ quản Mine's với cô, và Kawada Miharu (tên cũ là Mita An), người cũng đã ra mắt ngành từ hãng SODstar cùng khoảng thời gian với cô. 29/6/2023. theo lời gợi ý của chủ tịch công ti Mine's rằng muốn "xem Mahiyuna", cô cùng Tadai Mahiro đã tham gia sự kiện Last Live Tokyo Dome của BiSH.
Manga cô yêu thích nhất là Shin – Cậu bé bút chì. Đối với các món ăn, cô thích các món cay như Mokōtanmen (Mì cay Mông Cổ). Cô cũng thích ăn hạt hồng và bánh gạo giòn. Khi ăn lẩu, cô luôn bỏ kimchi lên sau khi gắp đồ ăn ra đĩa nhỏ. Các đồ nhúng lẩu cô yêu thích là miến malony và cá viên. 
Đồ uống yêu thích của cô là Calpis. Món duy nhất cô không thích là dâu tây.
Cô cũng đã biết đến Sakura Mana là Uehara Ai từ các cuộc nói chuyện với các bạn trai trong lớp, và đã bắt đầu quan tâm đến phim khiêu dâm từ các hoạt động influencer của họ, và trong một cuộc phỏng vấn năm 2023 cô đã nói tằng "Gần đây, mọi người thường nói rằng họ rất bất ngờ khi biết tôi là nữ diễn viên khiêu dâm" và thể hiện mong muốn của cô được trở thành một điểm khởi đầu để các người hâm mộ nữ tìm hiểu về ngành.